# Grace Under Fire
Grace Under Fire (Grace Al Rojo Vivo en España) fue una sitcom estadounidense de la cadena ABC que inició el 29 de septiembre de 1993 y finalizó el 17 de febrero de 1998. Fue creada por Chuck Lorre y producida por Carsey-Werner Productions.
Fue protagonizada por Brett Butler, Dave Thomas, Julie White, entre otros.
En España fue emitida por Tele 5

## Índices de audiencia
- 1993–1994: #5 (17.9 índice de audiencia)
- 1994–1995: #4 (18.8 índice de audiencia)
- 1995–1996: #13 (13.2 índice de audiencia)
- 1996–1997: #45 (empate) (9.1 índice de audiencia)
- 1997–1998: #68 (empate)

## Elenco
- Brett Butler es Grace Kelly.
- Dave Thomas es Russell Norton.
- Julie White es Nadine Swoboda (1993–1997).
- Casey Sander es Wade Swoboda.
- Jon Paul Steuer es Quentin Kelly (1993–1996).
- Sam Horrigan es Quentin Kelly (1996–1998).
- Kaitlin Cullum es Elizabeth Louise "Libby" Kelly.
- Dylan y Cole Sprouse son Patrick Kelly.
- Walter Olkewicz es Dougie Boardreau (1993–1996).
- Dave Florek es Vic (1993–1996).
- Louis Mandylor es Carl (1993–1994).
- Charles Hallahan es Bill Davis (1993–1994).
- Valri Bromfield es Faith Burdette (1993–1995).
- William Fichtner es Ryan Sparks (1994).
- Paul Dooley es John Shirley (1994–1996).
- Peggy Rea es Jean Kelly (1995–1998).
- Tom Poston es Floyd Norton (1995–1998).
- Alan Autry es Rick Bradshaw (1995–1996).
- Don Curry es D.C. (1997–1998).
- Lauren Tom es Dot  (1997–1998).
- Julia Duffy es Bev Henderson (1998).